# 横浜市立瀬谷小学校
横浜市立瀬谷小学校（よこはましりつ せやしょうがっこう）は、神奈川県横浜市瀬谷区相沢にある公立小学校。略称は瀬谷小（せやしょう）。

## 学校目標
以下の3点を挙げている。
1. 聴き合い切り拓く学び（知・開）
2. 心通い合う人の輪（徳・公）
3. 健やかに伸びる仲間（体）

## 沿革
- 1890年（明治23年）11月15日 - 町村制の施行に伴い、瀬谷小学校を創立（創立記念日）
- 1892年（明治25年） - 鎌倉郡尋常高等瀬谷小学校と改称
- 1906年（明治39年） - 農業補習学校を併設
- 1917年（大正06年） - 女子実業補習学校を併設
- 1923年（大正12年） - 瀬谷尋常高等小学校と改称
- 1939年（昭和14年） - 横浜市に編入により横浜市立瀬谷小学校と改称
- 1941年（昭和16年） - 横浜市立瀬谷国民学校と改称
- 1947年（昭和22年） - 学校教育法施行により横浜市立瀬谷小学校と改称、PTA設立
- 1948年（昭和23年） - 横浜市立上瀬谷小学校独立
- 1950年（昭和25年） - 第一校舎火災
- 1959年（昭和34年） - 横浜市立南瀬谷小学校独立
- 1960年（昭和35年） - 創立70周年記念式典挙行、校歌を制定
- 1965年（昭和40年） - 横浜市立二つ橋小学校独立
- 1966年（昭和41年） - 横浜市立瀬谷第二小学校独立
- 1968年（昭和43年） - 横浜市立相沢小学校独立
- 1973年（昭和48年） - 横浜市立大門小学校独立
- 1980年（昭和55年） - 創立90周年記念式典挙行
- 1985年（昭和60年） - 瀬谷郷土資料館（第四棟）開館
- 1990年（平成02年） - 創立100周年記念式典挙行
- 1998年（平成10年） - はまっ子ふれあいスクール開設
- 2011年（平成23年） - 創立120周年記念式典挙行
- 2020年（令和02年） - 創立130周年記念式典挙行

## 学校周辺
- 横浜市立瀬谷中学校

## 学校行事
- 体育大会
- 遠足
- その他、企画イベント

## 著名な出身者
- 山口百恵（歌手、女優）
- 伊藤かずえ（女優）
- 多川知希　（パラリンピック陸上競技選手）
- 日向楓（パラリンピック水泳選手）

## アクセス
- 相鉄本線瀬谷駅北口から、徒歩5分。